# 21st Century Liability
21st Century Liability è l'album in studio di debutto del cantautore inglese Yungblud, pubblicato il 6 luglio 2018 da Locomotion, Geffen e Interscope. L'uscita dell'album è stata anticipata dai singoli promozionali 21st Century Liability, Psychotic Kids, California e Medication. Il brano Polygraph Eyes è stato votato all'interno della Triple J Hottest 100 del 2018 alla posizione 99.

## Promozione
Il brano omonimo 21st Century Liability è stato il primo singolo promozionale ad essere pubblicato. È stato distribuito il 4 maggio 2018 ed è stato descritto dall'autore Harrison come «una canzone per i giovani incompresi che crescono in un mondo pieno di ansia, confusione e paure». Psychotic Kids, il secondo singolo estratto dall'album, è stato pubblicato il 25 maggio 2018; il video musicale, diretto da Adam Powell, è stato pubblicato il successivo 11 giugno. Il 15 giugno 2018 l'album è stato reso disponibile al preordine, contemporaneamente alla pubblicazione del singolo California. Il singolo Medication è stato rivelato in anteprima il 3 luglio 2018 durante il programma radiofonico di Zane Lowe su Apple Music, come brano del giorno, e il video musicale del brano, anch'esso diretto da Powell, è stato mostrato attraverso Billboard il 17 luglio 2018.

## Tracce
1. Eulogy – 0:30 (Dominic Harrison, Martin Terefe)
2. Die for the Hype – 3:08 (Harrison, Terefe, Dave Katz, Patrick Nissley)
3. Doctor Doctor – 3:11 (Harrison, Terefe, Katz, Nissley)
4. Medication – 3:11 (Harrison, Terefe, Katz, Nissley)
5. Machine Gun (F**k the NRA) – 3:13 (Harrison, Schwartz)
6. Psychotic Kids – 2:47 (Harrison, Schwartz)
7. Anarchist – 2:47 (Harrison, Schwartz)
8. I Love You, Will You Marry Me – 2:57 (Harrison, Schwartz)
9. Polygraph Eyes – 3:43 (Harrison, Schwartz)
10. Kill Somebody – 3:07 (Harrison, Schwartz, Terefe)
11. California – 3:51 (Harrison, Terefe)
12. 21st Century Liability – 3:09 (Harrison, Schwartz, Terefe)

## Formazione
- Dominic Harrison – voce, chitarra, basso
- Matt Schwartz – chitarra, basso, tastiera, mixaggio
- Martin Terefe – chitarra, basso, tastiera

## Classifiche
| Classifica (2018) | Posizione massima |
| ----------------- | ----------------- |
| Australia         | 97                |
| Belgio (Fiandre)  | 59                |
| Paesi Bassi       | 168               |